# Hafetab Weldu
Hafetab Weldegebreal Weldu (11 september 1996) is een Ethiopisch wielrenner die anno 2018 rijdt voor Dimension Data for Qhubeka Continental Team.

## Carrière
In juni 2016 werd Weldu nationaal kampioen op de weg. Drie maanden later werd hij vierde in het eindklassement van de Tour Meles Zenawi, die werd gewonnen door Tedros Redae.
In 2017 werd Weldu, achter Tsgabu Grmay en Temesgen Buru, derde op het nationale kampioenschap tijdrijden. Een dag later werd hij zesde in de wegwedstrijd. In juni van dat jaar werd hij elfde in de door Mark Padoen gewonnen GP Capodarco.

## Overwinningen
2016
 Ethiopisch kampioen op de weg, Elite
 Ethiopisch kampioen op de weg, Beloften

## Ploegen
- 2017 –  Dimension Data for Qhubeka
- 2018 –  Dimension Data for Qhubeka Continental Team

Areruya · Atsbha · de Bod · Chokri · Dlamini · Eyob · Gebreigzabhier · Main · Mugisha · Navarra · Visser · Weldu · van Niekerk (stagiair)
Areruya · de Bod · Chokri · Innocenti · Jones · Main · Molini · Mozzato · Mugisha · Sobrero · Visser · Weldu